# 김거지
김거지는 대한민국의 가수다. 2012년 EP 《밥줄》로 데뷔했다.

## 학력
- 인하대학교 건축공학

## 방송
- 싱어게인1 (2020) - Top71

## 수상
- 제22회 유재하 음악경연대회 싸이월드 음악상 (2011)
- 제22회 유재하 음악경연대회 대상 (2011)